# Борест
Борест (фр. Borest) насеље је и општина у североисточној Француској у региону Пикардија, у департману Оаза која припада префектури Санлис.
По подацима из 2011. године у општини је живело 344 становника, а густина насељености је износила 26,92 становника/km². Општина се простире на површини од 12,78 km². Налази се на средњој надморској висини од 96 метара (максималној 123 m, а минималној 59 m).

## Демографија
| 1962. | 1968. | 1975. | 1982. | 1990. | 1999. | 2011. |
| ----- | ----- | ----- | ----- | ----- | ----- | ----- |
| 278   | 295   | 310   | 271   | 343   | 326   | 344   |

График промене броја становника у току последњих година